# Austrochaperina macrorhyncha
Austrochaperina macrorhyncha es una especie  de anfibios de la familia Microhylidae.

## Distribución geográfica
Se encuentra en Nueva Guinea Occidental (Indonesia).